# Disastro aereo dell'Alianza Lima
Il disastro aereo dell'Alianza Lima fu un incidente aereo avvenuto l'8 dicembre 1987, così chiamato perché tra le vittime figurarono i giocatori della società calcistica dell'Alianza Lima.

## Il contesto
La formazione dell'Alianza Lima, soprannominata Los Potrillos ("I puledri") e considerata una delle migliori del Perù in quegli anni, aveva effettuato una trasferta a Pucallpa per disputare un incontro di campionato contro il Deportivo Pucallpa, la squadra locale: una volta terminata la gara (1-0 in favore dell'Alianza, gol di Carlos Bustamante), i giocatori si diressero all'Aeropuerto Internacional Capitán FAP David Abenzur Rengifo, ove li aspettava un volo charter della Marina de Guerra del Perú. Insieme ai calciatori, si imbarcarono anche lo staff tecnico, dei giornalisti e alcuni tifosi.

## Il volo e l'incidente
L'apparecchio era comandato dal tenente Edilberto Villar e dal suo vice César Morales. I due avevano scarsa esperienza di volo notturno; l'aereo decollò da Pucallpa alle 18:30. L'aereo era in condizioni di scarsa manutenzione e registrava svariati malfunzionamenti nella strumentazione di bordo. Alle 20:05 l'equipaggio contattò la torre di controllo dell'Aeroporto Internazionale Jorge Chávez di Lima per chiedere l'autorizzazione ad atterrare; nonostante dei problemi con il sistema d'illuminazione della pista, il permesso fu accordato. Un guasto a bordo fu mal interpretato dai piloti, che sbagliarono a consultare il manuale per le situazioni d'emergenza; durante una manovra per tornare in linea con la pista, l'ala destra dell'aereo venne a contatto con la superficie del mare e l'apparecchio si inabissò nell'Oceano Pacifico al largo di Callao.
Al disastro sopravvissero il pilota Villar e il giocatore Alfredo Tomassini, che subì la frattura di una gamba e altre lesioni. I due riuscirono a costruire una sorta di piattaforma galleggiante intrappolando l'aria nei vestiti, ma qualche ora dopo furono separati dalla furia delle onde e Tomassini, gravemente ferito, annegò. Il suo corpo non fu mai ritrovato. Villar venne poi recuperato da una squadra di soccorso all'alba, a più di 11 ore dal disastro aereo.

## Le vittime

### Equipaggio
- César Morales
- Altri quattro membri

### Calciatori
- José González Ganoza
- César Sussoni
- Tomás Farfán
- Daniel Reyes
- Johnny Watson
- Braulio Tejada
- José Mendoza
- Gino Peña
- Aldo Chamochumbi
- Carlos Bustamante
- Milton Cavero
- Luis Antonio Escobar
- Ignacio Garretón
- José Casanova
- Alfredo Tomassini
- William León

### Staff tecnico
- Aldo Sussoni
- Marcos Calderón (allenatore)
- Andrés Eche Chunga (magazziniere)
- Washington Gómez (dirigente)
- Rolando Gálvez (preparatore atletico)
- Orestes Suárez (medico)

### Altri passeggeri
- Altre diciassette vittime